# Harlequin Art Collective
Harlequin Art Collective je hrvatski sastav komorne glazbe. Čine ga ugledni, nagrađivani i afirmirani glazbenici flautist Dani Bošnjak, trombonist Alan Bošnjak, vibrafonist Šimun Matišić, harmonikaš Stjepan Vuger i sopranistica Marta Schwaiger.  Osnovan je 2018. godine u Zagrebu radi stvaranja novog i neobičnog zvuka. Tome pridonosi neobična i naizgled nespojiva kombinacija glazbala i glasa, koja rezultira cjelovitim i stabilnom totalom zvuka s dovoljno mase i mogućnosti za delikatno nijansiranje glazbenih boja.

## Vanjske poveznice
- Facebook